# Karan Singh

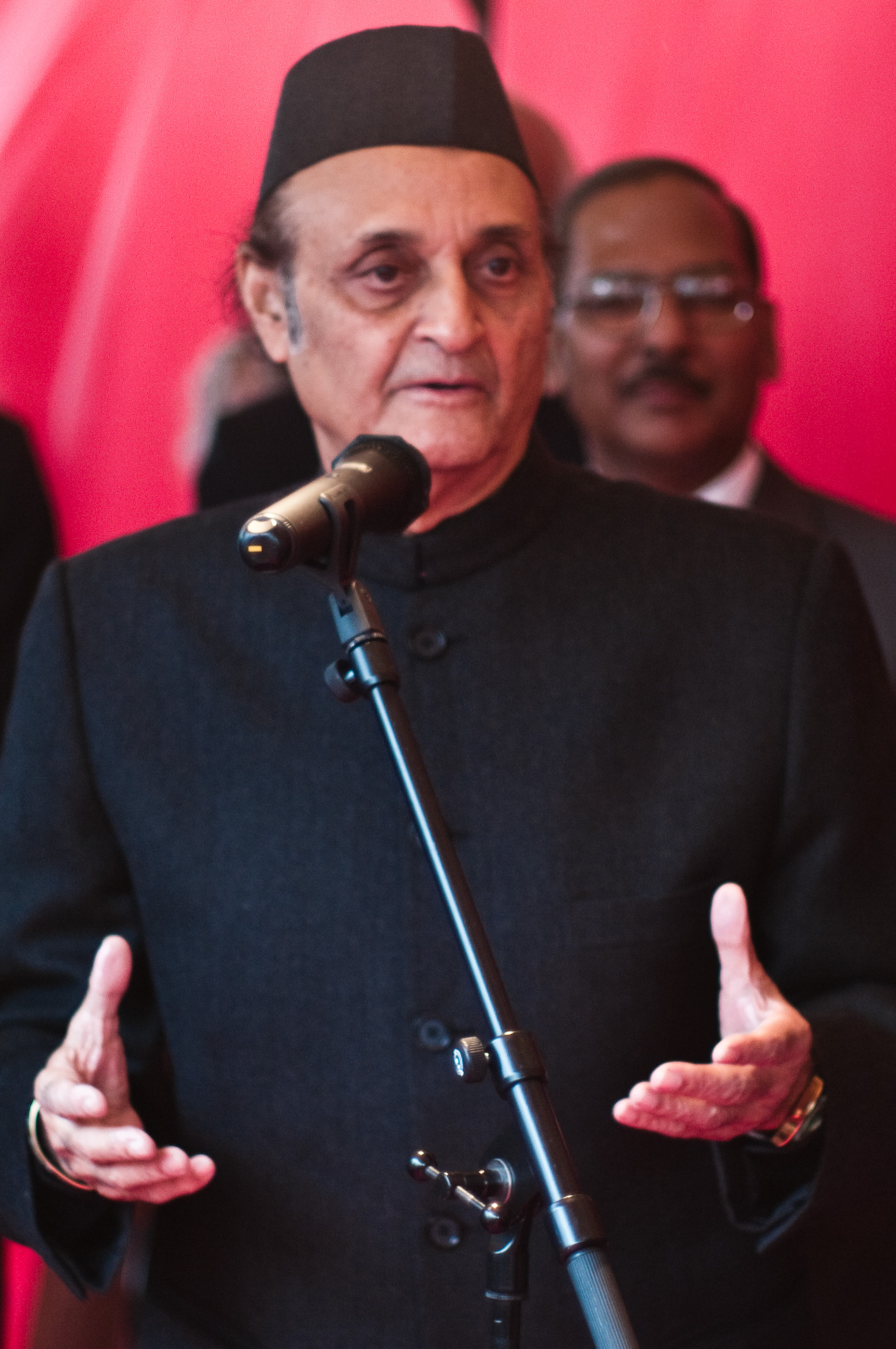
Karan Singh.

Karan Singh. (n. Cannes, Francia, marzo de 1931). Educado en la Escuela de Dehradun, recibió un Máster en Ciencias Políticas en la Universidad de Delhi y un doctorado en Filosofía de la Universidad de Nueva Delhi.
En 1949, con dieciocho años de edad, fue nombrado como regente de Jammu y Cachemira, estado principesco de la India, tras la dimisión de su padre, Hari Singh, como Maharajá. Incorporó de manera definitiva el estado a la India, terminando con la monarquía hereditaria que traía la familia Singh.
En esta época comienza a desarrollar sus dotes de político, diplomático y hasta escritor, donde destaca su obra: “Hacia una Nueva India”, “Breve Estancia”, “Montaña de Shivá” y “Ensayos sobre el Hinduismo”.
En 1965 pasó a desempeñarse como el primer gobernador general del nuevo estado indio, Jammu y Cachemira, desarrollando desde entonces una vasta carrera política. Entre 1949-1965 había sido regente como aspirante al trono de un estado que se estaba anexando al gobierno civil indio. Tras la fusión, pasó a desempeñar el cargo de Gobernador General de Jammu y Cachemira, hasta 1967.
Desde entonces desarrolló su carrera política en la India, del alero del Partido del Congreso Nacional Indio, siendo ministro de Turismo y Aviación Civil (1967-1973), ministro de Salud y Planificación (1973-1977) y ministro de Educación y Cultura (1979-1980).
Embajador de la India en Estados Unidos (1990-1991). Entre 1967-1980, y en 1990, se desempeñó como diputado en la Lok Sabha y desde 1996 en la Rajya Sabha.
En la actualidad se encuentra alejado de la política contingente, da conferencias internacionales y se dedica a dirigir una serie de organizaciones y fundaciones, incluyendo el gremio de autores de la India, la Junta de la Vida Silvestre y otros.
| Predecesor: Hari Singh  | Regencia de Jammu y Cachemira 1949-1965           | Sucesor: Karan Singh   |
| Predecesor: Karan Singh | Gobernador General de Jammu y Cachemira 1965-1967 | Sucesor: Bhagwan Sahay |

- Datos: Q1234662
- Multimedia: Karan Singh / Q1234662